# Arachnanthus
Arachnanthus är ett släkte av koralldjur. Arachnanthus ingår i familjen Arachnactidae.
Kladogram enligt Catalogue of Life:
| Arachnanthus | \| \| Arachnanthus australiae \| \| \| \| \| \| Arachnanthus bocki \| \| \| \| \| \| Arachnanthus brachiolata \| \| \| \| \| \| Arachnanthus oligopodus \| \| \| \| \| \| Arachnanthus sarsi \| \| \| \| |
|              | \| \| Arachnanthus australiae \| \| \| \| \| \| Arachnanthus bocki \| \| \| \| \| \| Arachnanthus brachiolata \| \| \| \| \| \| Arachnanthus oligopodus \| \| \| \| \| \| Arachnanthus sarsi \| \| \| \| |
|              | Anactinia |
|              | |
|              | Anactis |
|              | |
|              | Arachnactis |
|              | |
|              | Dactylactis |
|              | |
|              | Isapiactis |
|              | |
|              | Isarachnactis |
|              | |
|              | Isarachnanthus |
|              | |
|              | Isovactis |
|              | |
|              | Ovactis |
|              | |
|              | Paranactinia |
|              | |
|              | Arachnanthus australiae |
|              | |
|              | Arachnanthus bocki |
|              | |
|              | Arachnanthus brachiolata |
|              | |
|              | Arachnanthus oligopodus |
|              | |
|              | Arachnanthus sarsi |
|              | |

|  | Arachnanthus australiae  |
|  |                          |
|  | Arachnanthus bocki       |
|  |                          |
|  | Arachnanthus brachiolata |
|  |                          |
|  | Arachnanthus oligopodus  |
|  |                          |
|  | Arachnanthus sarsi       |
|  |                          |

## Bildgalleri

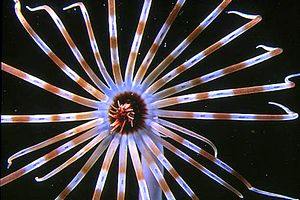